# 2-broombutaan
2-broombutaan, ook bekend als sec-butylbromide, is een organische verbinding met als brutoformule C4H9Br. De vloeistof heeft een door veel mensen als prettig ervaren geur. 2-broombutaan is een chirale verbinding.
Met een sterke base ondergaat de stof een E2-eliminatie, waarbij vooral 2-buteen ontstaat.

## Synthese
2-broombutaan kan uit verschillende uitgangsstoffen, zoals isomere butenen (1-buteen, 2-buteen) of 2-butanol met behulp van waterstofbromide verkregen worden.

## Toepassingen
2-broombutaan wordt in de farmaceutische- en de geurstoffenindustrie toegepast om de  sec-butylgroep in te voeren.
In de studie van reactiemechanismen is de reactie van 2-broombutaan met een jodide een schoolvoorbeeld van de SN2-reactie.

## Toxicologie en veiligheid
2-broombutaan is irriterend voor huid en ogen en schadelijk bij inslikken. Het is een giftige en brandbare vloeistof.